# Fernando Pinto do Amaral
Fernando José Branco Pinto do Amaral es un escritor portugués, nacido en Lisboa en 1960. 

## Biografía
Ha frecuentado la Facultad de Medicina de la Universidad de Lisboa durante 4 años. Es Licenciado en Lenguas y Literaturas Modernas, tiene un doctorado en Literatura Portuguesa y lecciona desde 1987 en la Facultad de Letras de la Universidad de Lisboa.
Es hijo del médico António Pinto do Amaral (1910 - 1977) y de su segunda mujer, Maria Eugénia Rodrigues Branco (Lisboa, 1927), actriz de la década de 1940 en Portugal y España. Tiene una hija de la escritora portuguesa Inês Pedrosa.

## Obra
Su obra incluye 
- Acédia (1990, poesía)
- A Escada de Jacob (1993, poesía)
- Às Cegas (1997, poesía),
- O Mosaico Fluido — Modernidade e Pós-Modernidade na Poesia Portuguesa Mais Recente (1991, Prémio de Ensayo del Pen Club)
- Na Órbita de Saturno (1992, Ensayo)
- Poesia Reunida (2000).

En 2004 ha publicado 
- Pena Suspensa (poesía)
- A Aventura no Game Boy (infantil).

Ha publicado también el conjunto de relatos :
- Área de Serviço e Outras Histórias de Amor (2006)
- A Luz da Madrugada (poesía, 2007). Poemario

Sus libros más recientes son:
- O Segredo de Leonardo Volpi (2009), novela
- A Minha Primeira Sophia (2009, para niños)
- Paliativos (poemario)  2012
- Manual de Cardiología (2016)

Ha colaborado el las revistas literarias LER, A Phala, Colóquio/Letras, Relâmpago e hizo crítica en los periódicos portugueses Público y JL. Ha traducido Las Flores del Mal, de Baudelaire, (Premio del Pen Club), los Poemas Saturnianos de Verlaine, una antología de Gabriela Mistral y toda la obra poética de Jorge Luís Borges.
En febrero de 2008 ha recibido, en Madrid, el Premio Goya, en la categoría de Mejor Canción Original, por su Fado da Saudade, interpretado por Carlos do Carmo, en la película Fados, de Carlos Saura. .
Ha sido comisario del Plan Nacional de Lectura de Portugal desde 2009 y hasta 2017.
En España han sido publicados dos de sus libros - Exactamente mi vida (antología, 2009) y La luz de la madrugada (2010).
- Datos: Q4363059